# Municipio de Arcos de Canasí
Municipio de Arcos de Canasí är en kommun i Kuba.   Den ligger i provinsen Provincia Mayabeque, i den nordvästra delen av landet, 60 km öster om huvudstaden Havanna.